# A Touch of Class
A Touch Of Class (також відома як ATC) – поп-група Німеччини, хоча складалася з учасників інших країн - Джозеф «Джо» Мюррей з Нової Зеландії, Лівіо Салві з Італії, Сара Іглстоун з Австралії та Трейсі Елізабет Пакхем з Англії .

## Музикальна кар’єра
Їх перший сингл Around The World (La La La La La) (яка була кавер-версією пісні Песенка російського гурту Руки Вверх!) був номером один в Німеччині протягом шести тижнів в 2000 р. пізніше у Top 40 хітів в Сполученому Королівстві та Сполучених Штатах . Пісня була в рекламному ролику для General Electric в США на початку 2002 р. Пісня також була кавером в 2007 р. групи Befour під назвою «Magic Melody». Їх хіт Around The World (La La La La La) в 2010 р. досяг максимального 51 місця на Hot Billboard 100, а Girlicious 2 in the Morning, отримав 35 місце на Canadian Hot 100.
Їхній дебютний альбом Planet Pop , з піснями Алекс Крістенсен і Клайд Ворда, був випущений 6 лютого 2001 р. Sony BMG Music Entertainment і Republic Records, за що вони були удостоєні музичною нагородою ECHO для Best Dance Act. Схожі за звучанням наступні сингли були успішними в різних частинах Європи, але A Touch Of Class в основному пам'ятають за їх перший хіт.
Три сингли були випущені з їхнього другого альбому Touch The Sky в 2003 р., але вони не були особливо успішними, і члени групи вирішили піти своїм шляхом.

## Дискографія
- Planet Pop (56 місце в США)
- Touch the Sky